# Wugigarra sphaeroides
Wugigarra sphaeroides är en spindelart som först beskrevs av Ludwig Carl Christian Koch 1872.  Wugigarra sphaeroides ingår i släktet Wugigarra och familjen dallerspindlar.
Artens utbredningsområde är Queensland. Inga underarter finns listade i Catalogue of Life.